# Bestia atmosférica
Las bestias atmosféricas (conocidas también como bestias o critters del cielo) son hipotéticos organismos no alados que podrían vivir en la atmósfera de los planetas. Estos podrían volar o flotar sin alas porque son menos pesados que el aire.
Carl Sagan propuso casualmente que este tipo de criatura podría vivir en la atmósfera de un gigante gaseoso, como Júpiter. Ilustraciones de bestias atmosféricas han aparecido en libros, mostrando especulaciones sobre las exóticas formas de vidas extraterrestres. Las descripciones de este clase a menudo representan a estos seres como globos vivientes, llenos de un gas menos pesado que el aire. En el concepto de un planeta parecido a Júpiter con una atmósfera de hidrógeno, el organismo sería como un Globo de hidrógeno caliente, puesto que no hay otro gas más ligero.

## En la criptozoología
Las bestias atmosféricas también aparecieron en la criptozoología y conceptos relacionados con ovnis. A través de la historia de la ufología, muchos autores se preguntaron si las supuestas naves espaciales que fueron presuntamente investigadas podrían ser algún tipo de animales viviendo en la atmósfera de la Tierra.
Inicialmente, el escritor ufólogo Trevor James Constable creyó que el fenómeno ovni fue mejor explicado por la presencia de grandes animales parecidas a amebas habitando en la atmósfera de la Tierra. Él los llamó como «critters». Constable especuló que ellos gastarían más de su tiempo en un invisible estado de baja densidad y propulsándose a través del aire con una «energía orgónica, una fuerza común en todo los seres vivos». Cuando ellos aumentan su densidad, los animales se vuelven visibles. Él pensó que los «critters» fueron carnívoros y los cadáveres de animales mutilados y desapariciones inexplicables fueron evidencias que ellos alguna veces atacaron humanos y el ganado. La implementación del radar teorizó la razón de que los critters fueron seres observados muy menudo, como Constable imaginaba que esto los confundía con escondidas.
La existencia de estas criaturas espaciales ya fue planteada por Charles Fort en 1948 dentro de su obra «El Libro de los Condenados«, y autores posteriores como Ivan T. Sanderson, Jhon Filippe Bezos o Trevor James Constable, mantuvieron con firmeza la existencia de un ecosistema de criaturas atmosféricas de origen desconocido: «Seres con capacidades bioluminiscentes que se asemejan a los animales oceánicos y marinos» Curiosamente, son muchos los astronautas que afirman haber observado serpientes luciérnagas o algo parecido a medusas en las profundidades del espacio, a veces fotografiándolas y filmando en vídeo estas extrañas formas de vida como en el caso de John Glenn o Franklin Musgrave.
El escritor e investigador Andreas Faber-kaiser (Medalla de Oro y Premio Nacional de Astronomía), publicó dentro de su obra «Las nubes del engaño» un capítulo llamado «Las increíbles medusas del espacio» donde nos advierte que los ovnis son nuevas formas de vida que están llegando a la Tierra. EBAS: Entidades Biológicas Atmosféricas En 2022 David G. Roca (Universidad Alicante) ha publicado "La Biblia de la Ebas" donde asegura que extrañas formas de vida bioluminiscentes están colonizando nuestra atmósfera. Estas EBAS (Entidades Biológicas Atmosféricas) son las responsables de muchos avistamientos anómalos que se confunden con platillos volantes que vienen de otros mundos. Para este autor, como para muchos otros, los fenómenos anómalos registrados aumentarán cada vez más, ya que estas criaturas se están multiplicando dentro de nuestra atmósfera lo que provocará una serie de graves problemas en el futuro.
Científicos independientes como Ruggero Santilli, tras sus estudios sobre la antimateria y con la ayuda de telescopios de lente cóncava han publicado dos artículos sobre la existencia de entidades desconocidas e inteligentes dentro de nuestra atmósfera.

## En la ficción
Las criaturas atmosféricas en la Tierra han servido como la premisa de historias de ciencia ficción desde los inicios del siglo XX, aunque todos estos se refieren a bestias atmosférica en la Tierra, no a la hipótesis de Sagan de criaturas viviendo en las atmósferas de gigantes gaseosos. 
El primer acontecimiento de tales criaturas en la ciencia ficción fue en el cuento «La serpiente de aire» (1911) de Will A. Page, que, como lo dice el título, se trataba de una criatura voladora de apariencia réptil. Arthur Conan Doyle elaboró sobre la idea en su cuento «El terror de las alturas» (1913), que representaba a un ecosistema entero de bestias semisólidas viviendo en las alturas previamente inexploradas en la atmósfera, mientras lo hacía Ray Bradbury en Crónicas marcianas.
La novela Telempath de Spider Robinson incluye esos animales llamados como «muskys», que atacan la Tierra cuando la contaminación empieza a dañar el aire gravemente. Posiblemente, «musky» viene de la combinación de las palabras musk (almizcle) y sky (cielo), que viene a decir «almizcles del cielo».
La serie Airborn de Kenneth Oppel toma lugar en una historia alterna en dónde el número de bestias atmosféricas existe.
Cities in Flight (Ciudades en vuelo) hace mención de una bestia bioluminiscentes parecidos a medusas que existen sólo como forma de vida en el planeta Júpiter, haciendo terminantemente su casa dentro de la atmósfera.
El juego Star Control II incluye una carrera de alienígenas con forma de globos llamados «los slylandro», que son nativos de un lejano gigante gaseoso, viviendo sólo dentro de una cierta densidad de aire. Mientras la inteligencia y la vida vive, ellos tienen una pequeña tecnología y no quieren viajar más allá de su planeta, debido a que no puede sobrevivir más de él.
En el juego City of Heroes, los Kheldians son seres enérgicos que pueden adherirse con criaturas vivas en una relación de simbiosis, y después las generaciones son capaces de «memorizar» su «modelo de anfitrión» para transformarlo en una de sus especies deseadas. Las especies pueden transformarse en una criatura con tentáculos, similar a un calamar y dice que ha tenido vida en la atmósfera de un gigante gaseoso.